# Mem Fox
Mem Fox (Merrion Frances Partridge) (Melbourne, 1946. március 5. –) ausztrál gyermekkönyvíró és írástudás oktatására szakosodott pedagógus.

## Munkássága

### Gyermekkönyvei
- Possum Magic (1983) Julie Vivas által illusztrálva
- Wilfrid Gordon McDonald Partridge (1984) Julie Vivas által illusztrálva
- A Cat called Kite (1985) K. Hawley által illusztrálva
- Zoo-Looking (1986) Rodney McRae által illusztrálva
- Arabella, the Smallest Girl in the World (1986) Vicky Kitanov által illusztrálva
- Hattie and the Fox (1986) Patricia Mullins által illusztrálva
- Just Like That (1986) Kilmeny Niland-dal
- Sail Away: The Ballad of Skip and Nell (1986) Pamela Lofts által illusztrálva
- The Straight Line Wonder (1987) Meredith Thomas által illusztrálva
- A Bedtime Story (1987) Sisca Verwoert által illusztrálva
- Goodnight Sleep Tight (1988) Helen Semmler által illusztrálva
- Guess What? (1988) Vivienne Goodman-nal
- Koala Lou (1988) Pamela Lofts által illusztrálva
- With Love at Christmas (1988) Fay Plamka által illusztrálva
- Night Noises (1989) Terry Denton által illusztrálva
- Feathers and Fools (1989) Lorraine Ellis által illusztrálva
- Shoes from Grandpa (1989) Patricia Mullins által illusztrálva
- Sophie (1989) Craig Smith által illusztrálva
- Time for Bed (1993) Jane Dyer által illusztrálva
- Tough Boris (1994) Kathryn Brown által illusztrálva
- Wombat Divine (1995) Kerry Argent által illusztrálva
- Boo to a Goose (1996) David Miller által illusztrálva
- Whoever You Are (1998) Leslie Staub által illusztrálva
- Sleepy Bears (1999) Kerry Argent által illusztrálva
- Harriet, You'll Drive Me Wild! (2000) Marla Frazee által illusztrálva
- The Magic Hat (2002) Tricia Tusa által illusztrálva
- Where Is the Green Sheep? (2004) Judy Horacek által illusztrálva
- Hunwick's Egg (2005) Pamela Lofts által illusztrálva
- A Particular Cow (2006) Terry Denton által illusztrálva
- Where the Giant Sleeps (2007) Képek: Vladimir Radunsky
- Ten Little Fingers and Ten Little Toes Helen Oxenbury által illusztrálva (2008 szeptember)
- "Hello, Baby" Steve Jenkins által illusztrálva (2009 március) (USA: 2009. május 5.)
- "A Giraffe in the Bath" Olivia Rawson-nal, Kerry Argent által illusztrálva (March 2010)
- "Let's Count Goats" illustrated by Jan Thomas, (2010 október)
- "The Little Dragon" (2011 április)
- "Two Little Monkeys" Jill Barton által illusztrálva, (2012 május)

### Nem-fikciós
- Thereby Hangs a Tale (1980)
- How to Teach Drama to Infants Without Really Crying (ausztrál cím) (1984) (Teaching Drama to Young Children (Amerikai cím) (1987))
- Mem's the Word (1990 – ausztrál cím) (Dear Mem Fox (1992 – Amerikai cím)
- English essentials he wouldn't-be-without-it guide to writing well (1993) Lyn Wilkinson-nal
- Memories n autobiography (1992)
- Radical reflections assionate opinions on teaching, learning, and living (1993)
- Reading Magic (2001)
- English essentials he wouldn't-be-without-it guide to writing well (2009 – átdolgozva) Lyn Wilkinson-nal

## Fordítás
- Ez a szócikk részben vagy egészben  a   Mem Fox című angol Wikipédia-szócikk ezen változatának fordításán alapul.  Az eredeti cikk szerkesztőit annak laptörténete sorolja fel. Ez a jelzés csupán a megfogalmazás eredetét és a szerzői jogokat jelzi, nem szolgál a cikkben szereplő információk forrásmegjelöléseként.